# NGC 4797
NGC 4797 = NGC 4798 ist eine Elliptische Galaxie vom Hubble-Typ E/S0 mit aktivem Galaxienkern im Sternbild Haar der Berenike am Nordsternhimmel. Sie ist schätzungsweise 352 Millionen Lichtjahre von der Milchstraße entfernt und hat einen Durchmesser von etwa 100.000 Lichtjahren.
Im selben Himmelsareal befinden sich u. a. die Galaxien NGC 4788, NGC 4789, NGC 4807, IC 3900.
Das Objekt wurde zweimal entdeckt; zuerst am 11. April 1785 von Wilhelm Herschel mit einem 18,7–Zoll–Spiegelteleskop, der sie dabei mit „F, pS“ beschrieb (Beobachtung im Katalog als NGC 4798 geführt); danach am 21. April 1865 von Heinrich Louis d’Arrest (und geführt als NGC 4797).